# Acetato di sodio
L'acetato di sodio, o etanoato di sodio, è il sale di sodio dell'acido acetico. A temperatura ambiente si presenta come un solido cristallino monoclinico igroscopico, incolore ed inodore, solubile in acqua e parzialmente solubile in etanolo.

## Applicazioni
È un composto molto economico prodotto in quantità industriali per una grande quantità di utilizzi. È utilizzato nell'industria tessile per neutralizzare i flussi di acido solforico, nel photoresist con l'anilina, e per ritardare la vulcanizzazione del cloroprene nella produzione della gomma sintetica.
Può anche essere aggiunto ai cibi in qualità di conservante, in questo caso viene nominato come diacetato di sodio ed etichettato con E262.
È usato anche per mantenere costante il pH, in una soluzione tampone (ovvero in presenza di acido acetico), grazie alla sua leggera basicità dovuta ad idrolisi basica.
È presente nelle soluzioni elettrolitiche reidratanti, ad uso ospedaliero, in ragione di circa 6 grammi per ogni litro di soluzione.

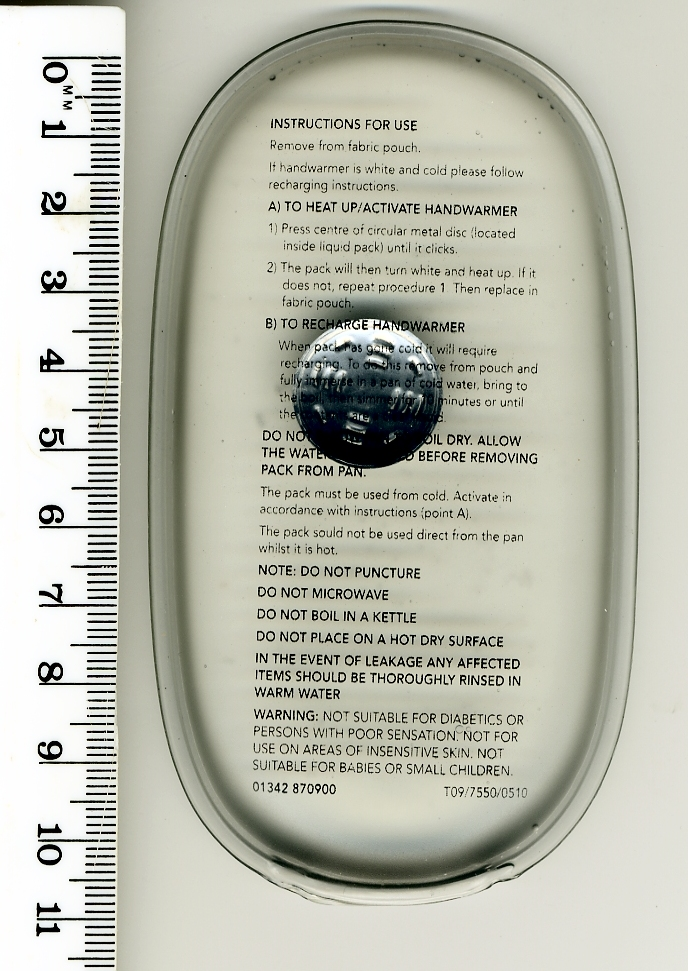
Scaldamani a soluzione di acetato di sodio

Viene utilizzato anche come ghiaccio caldo negli scaldamani. Quando i cristalli di acetato di sodio triidrato vengono riscaldati intorno ai 100 °C, si sciolgono. Quando vengono raffreddati, producono una soluzione supersatura di acetato di sodio in acqua. Quando viene deformato un disco metallico contenuto nello scaldamani, si genera un centro di nucleazione che causa la cristallizzazione del composto, che ritorna allo stato di cristalli triidrati: questa reazione è esotermica, e viene emessa una modesta quantità di energia.

## Sintesi
Si forma facendo reagire l'acido acetico con carbonato o bicarbonato di sodio, o con idrossido di sodio; nel secondo caso la reazione è particolarmente esotermica.
{\displaystyle {\ce {CH3COOH + NaHCO3 -> CH3COONa + H2O + CO2}}}
{\displaystyle {\ce {CH3COOH + NaOH -> CH3COONa + H2O}}}
La prima è la ben conosciuta reazione del bicarbonato di sodio con l'aceto: 84 grammi di bicarbonato di sodio reagiscono con 750 g di aceto all'8% per formare 82 g di acetato di sodio in soluzione acquosa. L'unione di aceto e bicarbonato produce anidride carbonica.

## Reazioni
L'acetato di sodio, combinato con un alogenuro alchilico come il bromoetano, porta alla formazione di un estere (acetato di etile) e di bromuro di sodio:
{\displaystyle {\ce {CH3COONa + C2H5Br -> CH3COOC2H5 + NaBr}}}